# Hrvatski bakreni putevi
Hrvatski bakreni putevi su bili trgovački putevi kojima se prevozio bakar od nalazišta bakrenih ruda i talionica do hrvatskih luka, otkamo se otpremao dalje u svijet. 
Početna točka ovog puta bila su nalazišta ruda u Majdan Brdu kod Gvozdanskog i Rudama i Hamoru kod Samobora sve do Rijeke, Senja i Bakra. Prevozio se bakar i bakrene slitine (mjed, bronca). Prevozilo se kolskim putevima koje su izgradili kmetovi. 
Postojalo je nekoliko tih puteva. 

### Rude kod Samobora, Hamor
Jedan je vodio od Ruda kod Samobora. Dio je ruda istaljenih u Rudama bio podrijetlom iz Trgovske gore. Put je od Ruda vodio dalje preko Plešivice, Jastrebarskog, Dubovca (poslije Karlovca), Novigrada na Dobri, Vrbovskog, Bakra, a u kasnije doba i Rijeke. 
Prekide su uzrokovali ratovi u Europi i smaknuće Petra Zrinskog i Frana Krste Frankopana. 
Već u 15. st. tim su putevima povezani Bosiljevo, koji je bio frankopanski grad sa Severinom na rijeci Kupi i s drugom lukom, Novigradom na rijeci Dobri. Putevima su preko Modruš potoka i Ribnika bili povezani s Metlikom i Kranjskom. Delnice je povezivao kolski put s Gerovom i Čabrom. Od Zagreba i rečenih gradova roba se dalje vozila kolima do Senja. 
Jedan je krak išao od Zagreba, možda kroz Stupnik, pa dvama putevima, preko Jaske ili Klinče Sela na Dubovac, preko Lipe, zatim putem koji je bio preteča Jozefinske ceste, preko Hreljina i Modruša u Senj. Zabilježeno je da su pojedinih godina rudari odbili prodavati Frankopanu koji je bio gospodarem Samoborskog grada, pa je ruda išla iz samoborske okolice potajice putovala preko Jastrebarskog, Krašića, Ozlja i Ribnika u Ljubljanu, gdje su nezadovljnici izgradili kovačnicu za obradu bakra.
Drugi je suhozemni krak vodio pretečom Karolinske ceste, od Dubovca (poslije Karlovca), preko Novigrada na Dobri i Vrbovskog ka Moravicama, Skradu, Delnicama, Lokvama, Grobniku i Rijeci, a dio se puta granao k Bakru (putanja koja je preteča Lujzijane.

### Gvozdansko
Kod Gvozdanskog, posjeda Zrinskih primarno je bilo proizvesti srebro i olovo, dok je bakar imao marginalno značenje. Ipak, u Majdanu su nekad podignuti U talionica rude, crkva, stanovi za rudare, mlinovi za mljevenje rude i ostalo, no ništa od te infrastrukture nije ostalo sačuvano, nego je srušeno. Talionice su bile u Gvozdanskom, Trgovima i Bešlincu. 
Turska okupacija ovih krajeva prekinula je eksploataciju, koja je obnovljena oslobađanjem ovih krajeva od Turaka. Poslije je ruda vađena iz novih nalazišta: Gradskog potoka, Sredoraka, Svinice, Katarine, Kosne i Tomašice kod Dvora na Uni (Podova).
Bakar je otpreman preko Zrina na Kostajnicu, otkamo je prevažan u Petrinju, iz koje su vodili put preko Siska na Stupnik i Zagreb, a južnim krakom na Glinu, južno od Karlovca i potom se sjekao s putem koji je preteča Jozefinske ceste, koji je vodio preko Hreljina i Modruša u Senj. 
Do osmanskih osvajanja, prijevoz bakra, olova i srebra s Banovine dijelom je išao prema jugu, preko Trgova, Podova (Dvor na Uni) i Bihaća na Novigrad i Šibenik.

## Sjeverni čvor Zagreb
Ako se robu prodavalo sjevernije, onda je bakar iz Zagreba išao zapadnom cestom prema Ptuju, ili istočnom cestom preko Božjakovine na Varaždin. Put od Zagreba prema jugu uglavnom se podudarao s međunarodnim bakrenim putem koji je vodio kroz Hrvatsku.

## Odredišne luke
Senj je bio onodobna velika luka, povezana s drugim značajnim rudištima kovina (iz Šleske, Sedmogradske, Koruške, Rudogorja, Saskom) i trgovištima. Iz Senja se robu otpremalo u Mletke i dalje diljem svijeta. Nešto poslije utemeljena je i ljevaonica mjedi u samom Senju.
Vidi hrvatski solni putevi, međunarodni bakreni put kroz Hrvatsku, jantarski put, srebreni put, živin put, solni put
Literatura:
https://hrcak.srce.hr/clanak/20574
Berislav Šebečić: Hrvatski i međunarodni bakreni i solnio putevi u dijelu Europe, Rudarsko-geoloSko-naftni zbornik, sv. 13, Zagreb, 2001.